# Trybańce
Trybańce (lit. Tribonys) − wieś na Litwie, zamieszkana przez 255 ludzi, w gminie rejonowej Soleczniki, 4 km na południowy zachód od Solecznik Wielkich.